# 大津市立打出中学校
大津市立打出中学校（おおつしりつ うちでちゅうがっこう）は、滋賀県大津市本宮二丁目にある市立中学校。

## 沿革
- 1947年4月 - 創立。
- 1983年9月 - 本宮二丁目（現在地）に校舎移転。

## 主な施設
- 本校舎
- 木工室
- 金工室
- テニスコート
- 体育館
- 武道場
- プール
- クラブ更衣室
- クラブ部室
- 美術室
- 理科室
- 調理室
- 被服室
- 視聴覚室
- 生徒会室
- 保健室
- 書写室
- 音楽室
- コンピューター室
- 印刷室
- 特別支援室
- サッカー部部室

## 部活動

### 運動部
- 陸上競技
- 水泳
- 野球
- ソフトボール
- サッカー
- バドミントン
- バレーボール
- バスケットボール
- 卓球
- ソフトテニス
- 剣道

### 文化部
- 書道
- 美術
- 科学
- 家庭
- 吹奏楽

## 自動販売機の設置
2021年6月より、熱中症予防として災害時対応型の自動販売機が設置された。

## 学区
- 大津市
  - 平野小学校の通学区域
  - 中央小学校の通学区域のうち浜大津四丁目1番を除く区域
  - 逢坂小学校の通学区域

なお、大津市の学校選択制により皇子山中学校・粟津中学校・北大路中学校の学区から打出中学校を選択することもできる。

## 交通
- JR大津駅より徒歩20分
- JR膳所駅より徒歩15分
- 名神高速道路大津ICより車で3分

## 著名な出身者
- 末成映薫 - 芸人、吉本新喜劇座員
- 林遣都 - 俳優
- 光井愛佳 - 歌手、元モーニング娘。
- 安楽好正 - 政治家、大津市議
- たくろう・赤木裕 - お笑い芸人